# Stenellipsis tricoloripennis
Stenellipsis tricoloripennis là một loài bọ cánh cứng trong họ Cerambycidae.